# Eschweiler Altstadt
Die Altstadt von Eschweiler befindet sich gänzlich nördlich der durch die Innenstadt verlaufenden Inde zwischen Kochsgasse oder – im engeren Sinne – Grabenstraße im Westen, der Peilsgasse im Osten, der Peter-Paul-Straße im Norden und der Indestraße im Süden. Hier befand sich das 828 von Einhard erwähnte Königsgut „Fundus Regius Ascvilare“. Östlich der Altstadt schließt sich Klee Oepe an.

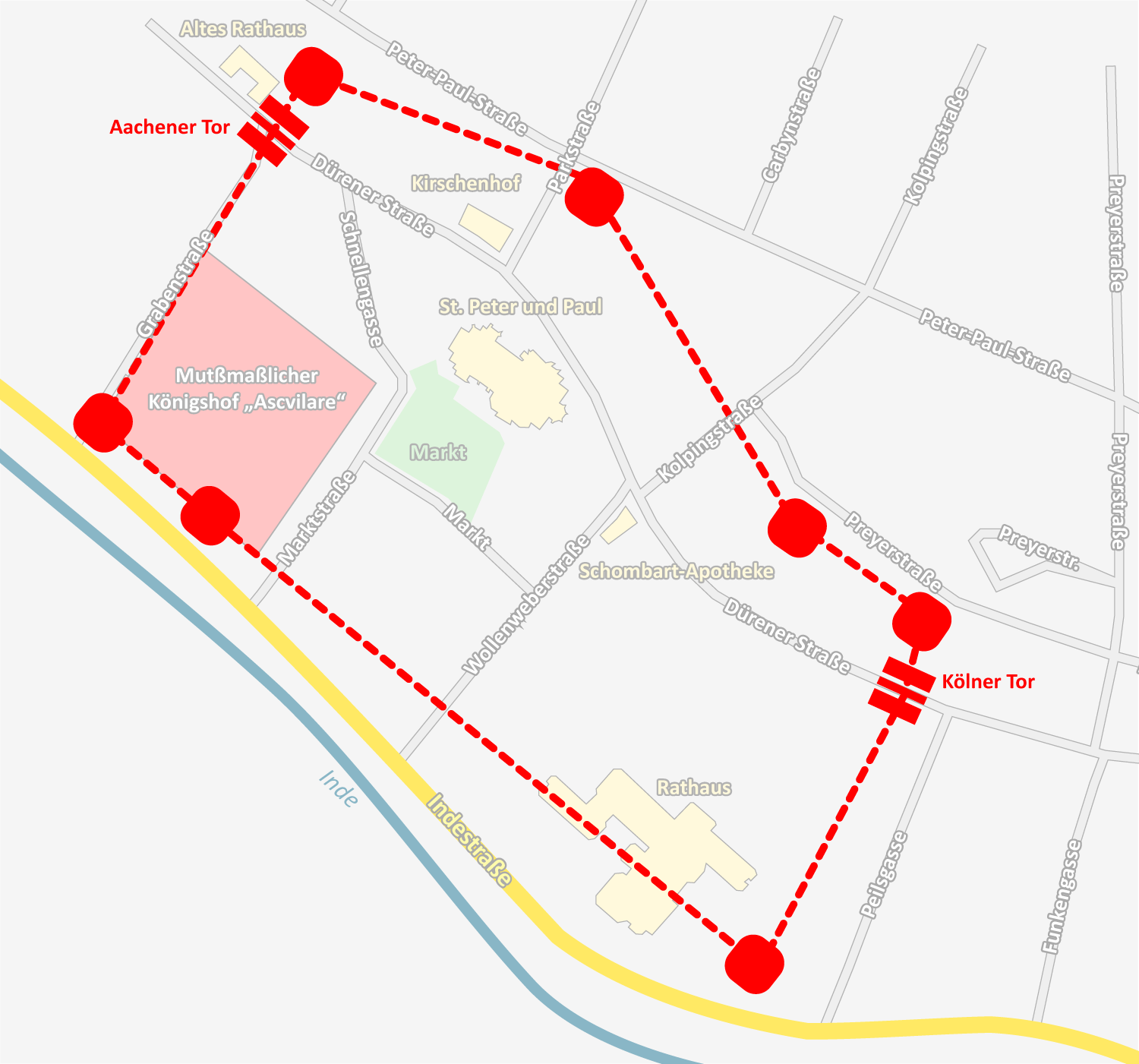
Übersichtsplan der Eschweiler Altstadt

## Sehenswürdigkeiten in der Dürener Straße

### Thyssen-Haus (Dürener Straße 4)
Das Haus ist ein um 1860 errichteter dreigeschossiger Traufenbau mit spätklassizistischer Putzfassade. Es ist das Wohnhaus – nicht Geburtshaus – von August Thyssen. Der Orden der Karmelitinnen übernimmt 1924 die Betreuung von Vorschulkindern in dem Gebäude. Kindergarten und Kinderhort finden regen Zuspruch. Zeitweise werden hier über 150 Kinder betreut. Nach der Schließung ist das Haus Arztpraxis und Wohnhaus und wird der Hort im Hinterhof abgerissen. Das Gebäude steht unter Denkmalschutz.

### Altes Rathaus (Dürener Straße 5)

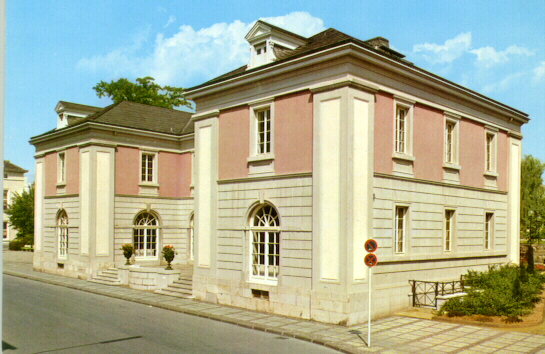
Altes Rathaus

Das Alte Rathaus ist ein klassizistisches Gebäude in der westlichen Dürener Straße, heute Konferenz- und Restaurantgebäude des „Hotel de Ville“. Das Restaurant im Erdgeschoss heißt „Bistro de Ville“.
Geschichte: 1824 wird das Gebäude als Schul- und Rathaus gebaut. Am 1. September 1862 wird das Eschweiler Friedensgericht hierhin verlegt. Ab 1881, nach dem Neubau des Eschweiler Amtsgerichts Ecke Rosenallee / Marienstraße, dient das Alte Rathaus nur noch Verwaltungszwecken. Oktober 1920 ziehen weitere Dienststellen vom Alten Rathaus in das Verwaltungsgebäude Grabenstraße. Im Alten Rathaus verbleiben nur die Polizei und die gesundheitliche Abteilung des Wohlfahrtsamts. Am 11. Februar 1930 wird das Arbeitsamt aus dem Alten Rathaus ins Dienstgebäude Hehlrather Straße 2 verlegt. Von 1898 bis März 1962 befindet sich vor ihm eine Straßenbahnhaltestelle, welche die wichtigste Umsteigehaltestelle in Eschweiler Mitte ist und 1962 vom Eschweiler Bushof abgelöst wird. Am 29. November 1968 wird das Alte Rathaus nach völligem Umbau, wobei sogar sein Abriss erörtert worden war, feierlich wiedereröffnet. Neben dem Sitzungssaal ist hier das Standesamt bis zum Umzug ins Neue Rathaus August 1979 untergebracht. Danach zieht die Volkshochschule Eschweiler bis zum Verkauf an das Hotel ein. Der erste Spatenstich für das „Hotel de Ville“, ein Best Western Hotel, erfolgt am 5. Dezember 1994. Der Name ist ein Wortspiel: Einerseits steckt in dem Namen das Wort „Hotel“, andererseits ist „Hôtel de Ville“ das französische Wort für Rathaus, denn das Alte Rathaus Eschweiler ist im Hotel miteinbezogen. Das Gebäude steht unter Denkmalschutz.

### Adler-Apotheke (Dürener Straße 25)

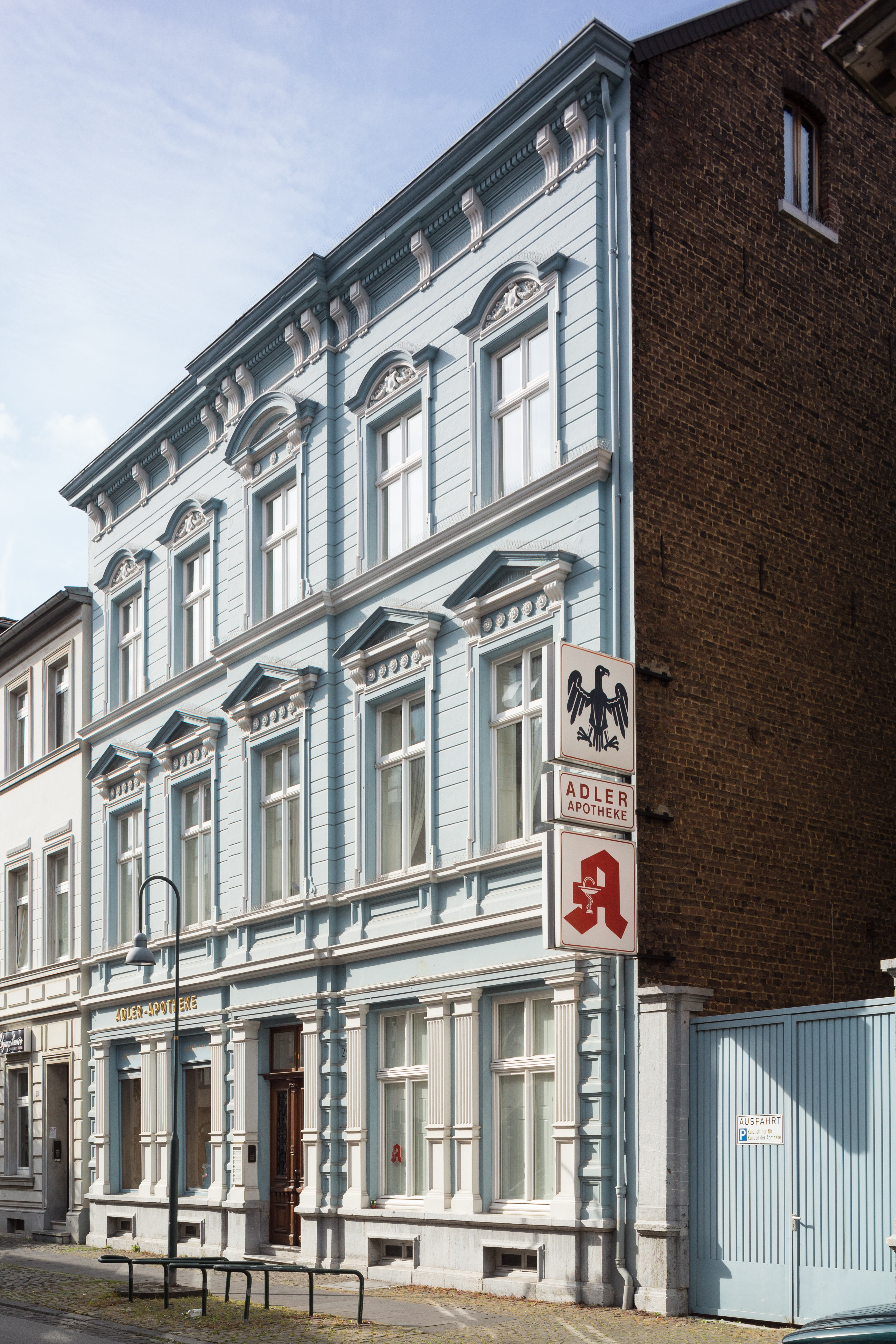
Adler-Apotheke

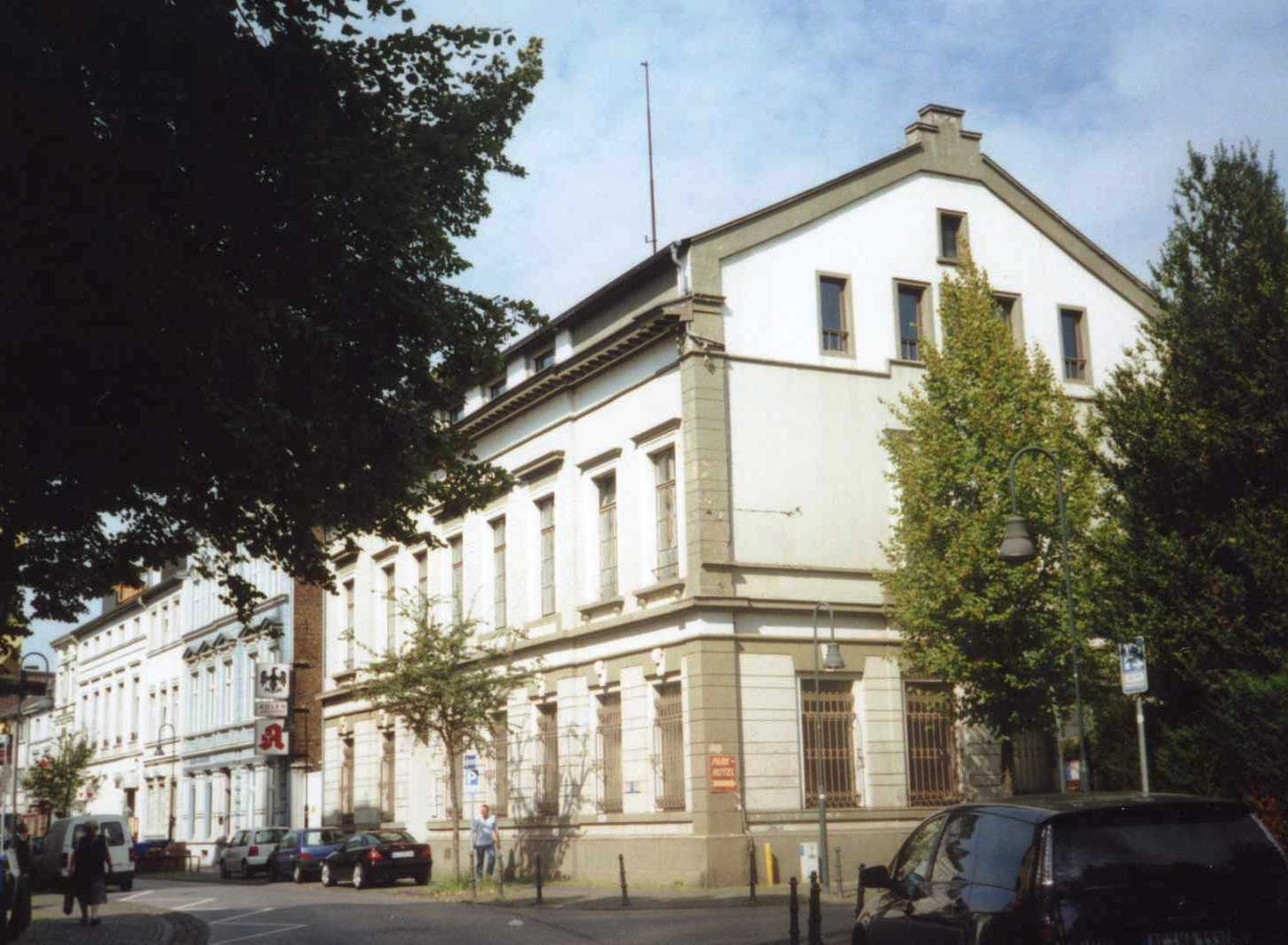
Kirschenhof

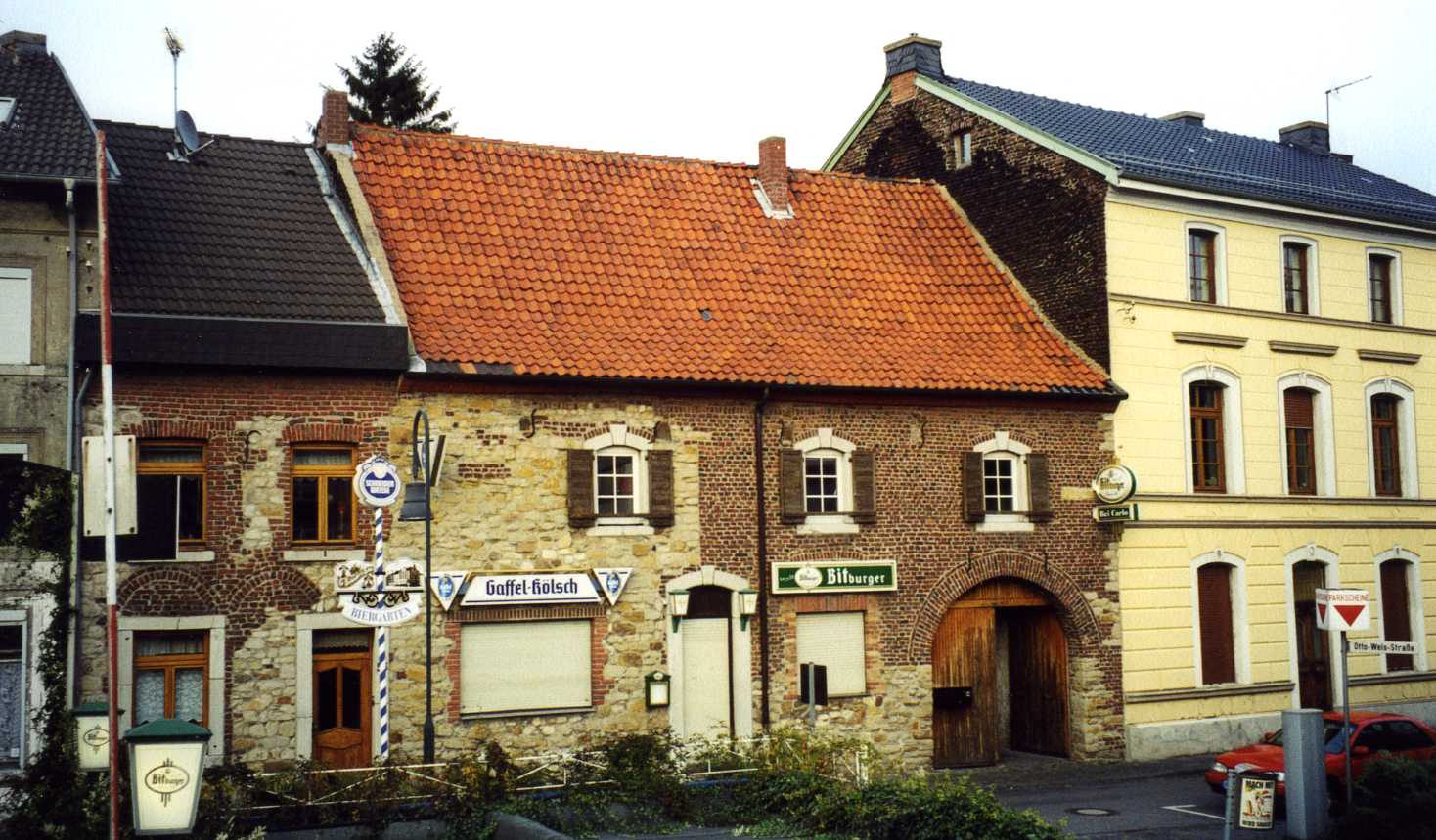
Dürener Straße 55

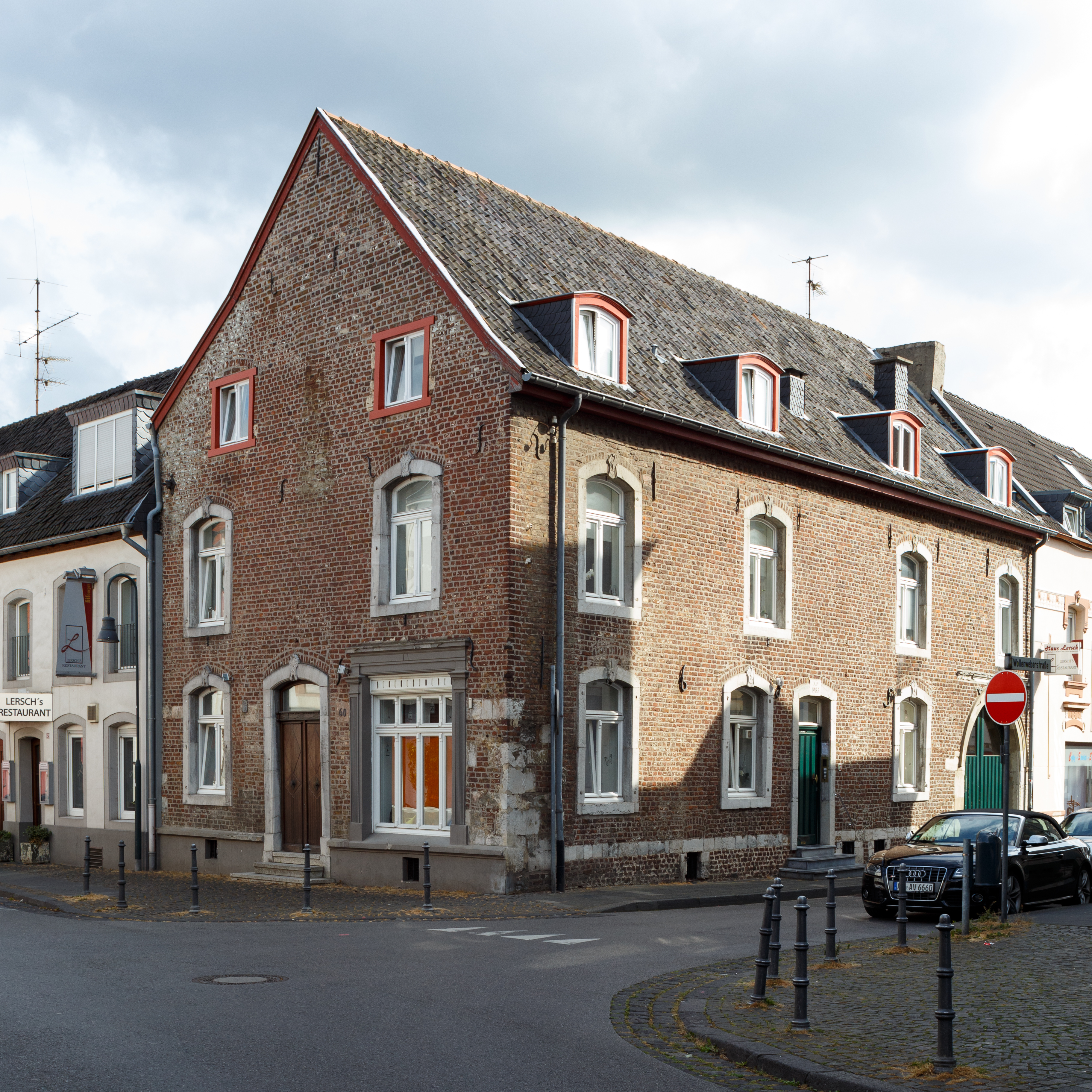
Ehemalige Schombart-Apotheke, heute Wohnhaus

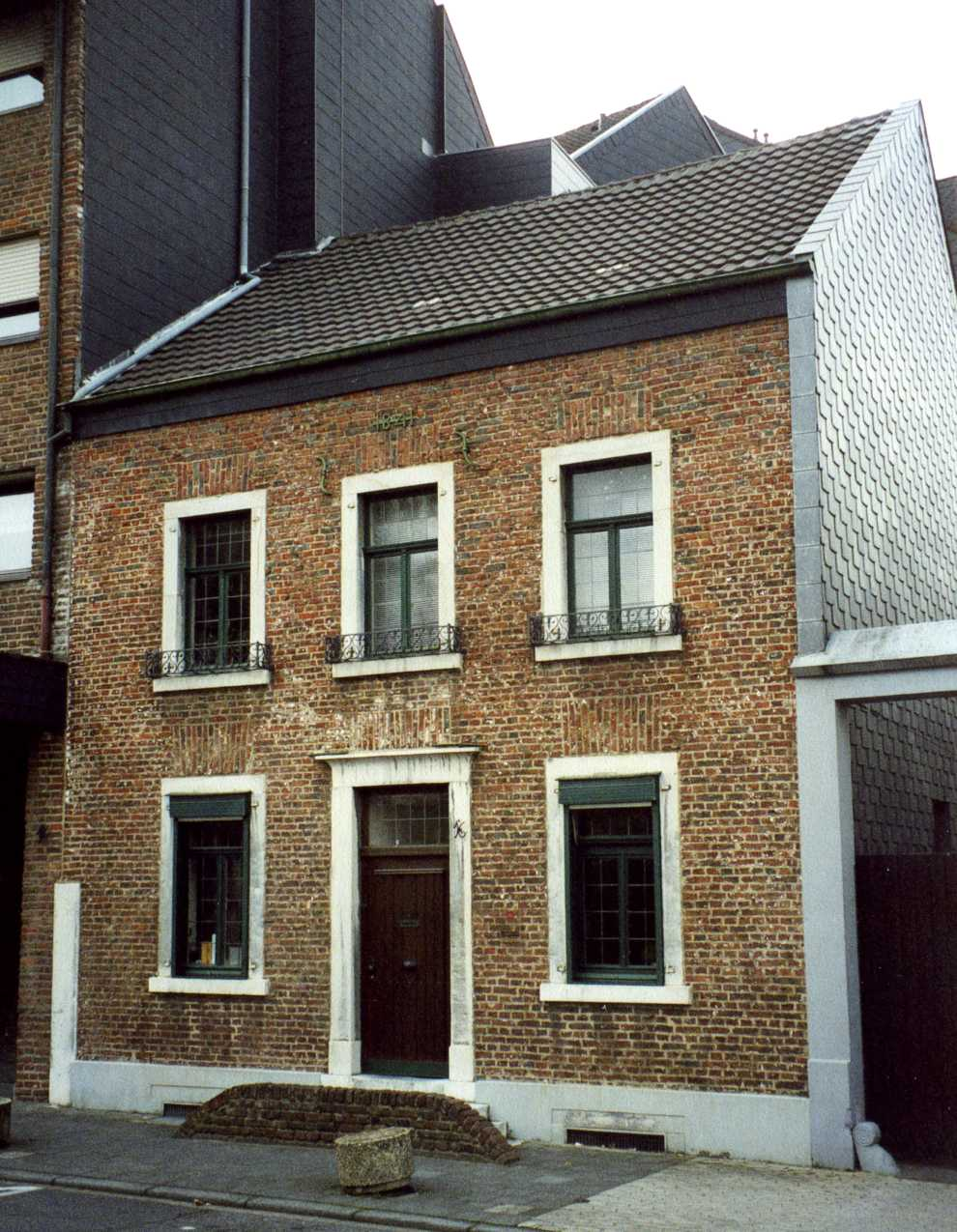
Blausteinhaus in der Wollenweberstraße

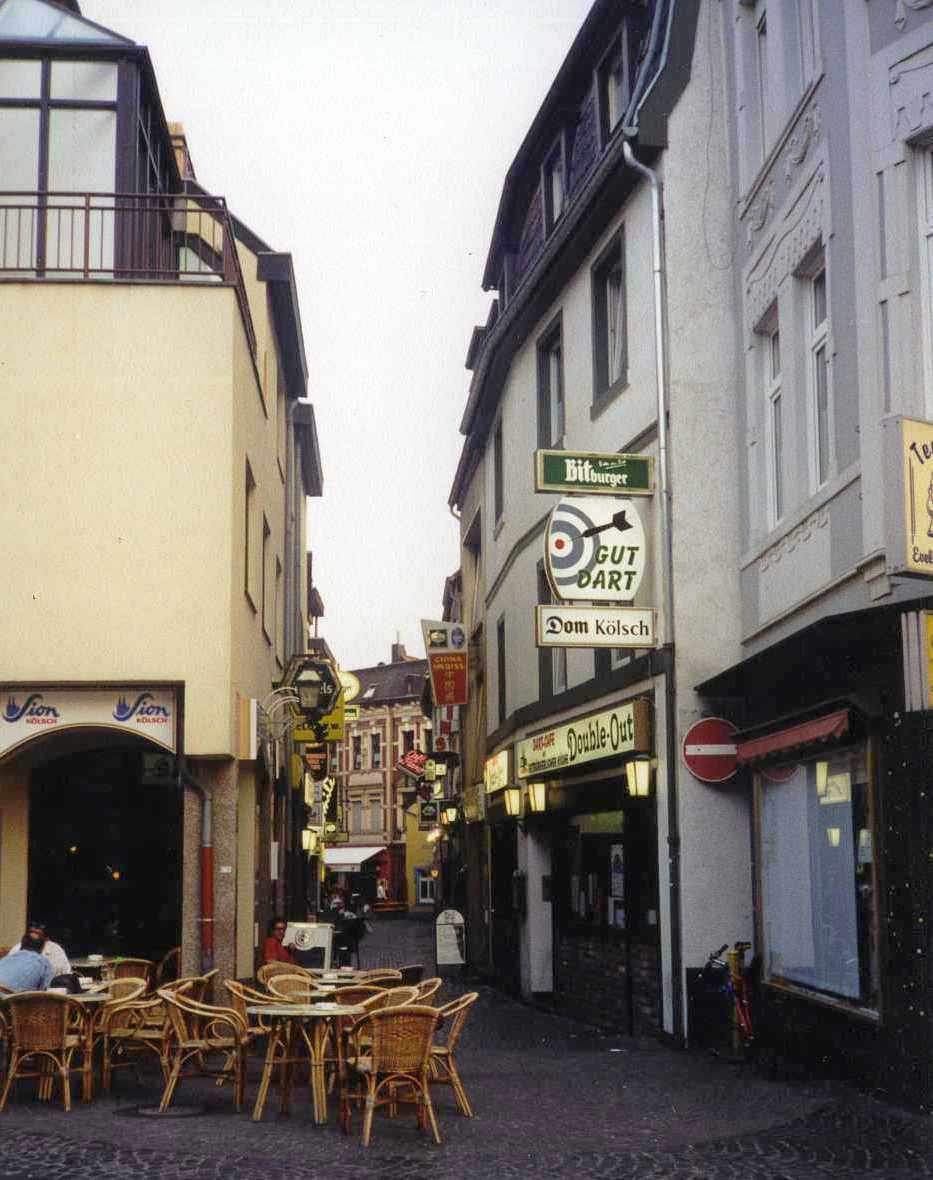
Kneipenmeile Schnellengasse

Die Adler-Apotheke ist ein um 1880 errichtetes dreigeschossiges Traufenhaus mit Fensterbekrönungen in spätklassizistischen Formen. In ihr befinden sich Ausstattungsteile der Schombart-Apotheke. Begründer der Adler-Apotheke war der am 20. März 1773 getaufte Apotheker Franciscus Matthias Tillmanns. Er heiratete am 13. Juli 1803 (24. messidor XI) Anna Maria Cremer, die Tochter eines Bäckers und Schwester des einzigen Eschweiler Arztes Johann Wilhelm Lexis, dem Vater von Wilhelm Lexis. Nach dem Tod des Schwiegervaters betrieb Tillmanns die Apotheke im Bäckerhaus. Er starb am 7. Januar 1833. Nach vielen wechselnden Besitzern und dem Abriss der ursprünglichen Apotheke wurde das heutige Gebäude am 10. Oktober 1880 bezogen. Es war zu seiner Zeit das höchste Haus der Stadt und das erste mit Spülklosett. Von 1936 bis 1961 gehörte die Adler-Apotheke der Familie Lobry. Ab September 1944 war sie trotz teilweiser Zerstörung die einzige Apotheke in weitem Umkreis.

### Kirschenhof (Dürener Straße 27)
Der Kirschenhof ist ein 1839 errichteter und 1920 umgebauter, zweigeschossiger Traufenbau mit klassizistischer Verdachung, Blausteingewänden und klassizistischen Brüstungsgittern Ecke Dürener-/Parkstraße. Zu Beginn des 19. Jahrhunderts wohnt die Familie Wültgens dort. Später zieht dort die Stadtsparkasse Eschweiler ein, gefolgt von der BIAG Zukunft, einem Schreibwarengroßhandel und einer medizinischen Untersuchungsstelle. Es wird Anfang der 2020er Jahre zum Haus der Geschichte und Kultur umgebaut. Das Gebäude steht unter Denkmalschutz.

### Dürener Straße 40
Das zweigeschossige und spätklassizistisch verputzte Traufenhaus mit sieben Fensterachsen und Fenstergewänden und Verdachungen aus Blaustein wurde um 1840 errichtet. Hier befand sich ab Februar 1880 behelfsmäßig die Becker’sche Apotheke. Heute befindet sich in ihr die Pflegestation des Caritasverbands Eschweiler.

### Dürener Straße 55
Dieses Gebäude ist das wahrscheinlich älteste Haus Eschweilers, welches als einziges Haus den großen Eschweiler Brand vom 4. Oktober 1678 überstand. Es ist Gaststätte und Wohnhaus.

### Kintzen’sches Haus (Dürener Straße 58)
In dem Eckhaus Dürener Straße / Wollenweberstraße wird am 6. Januar 1854 das Kolpingwerk Eschweiler gegründet. Zeitweise dient es auch schulischen Zwecken.

### Schombart-Haus (Dürener Straße 60)
Das Schombart-Haus Dürener Straße / Ecke Wollenweberstraße ist die erste Eschweiler Apotheke. Sie wird von der aus Duisburg stammenden Arzt- und Apothekerfamilie Schombart gegründet. Es ist ein zweigeschossiges Giebeleckhaus aus Backstein und Blausteingewänden mit rundbogiger Tordurchfahrt.

## Sehenswürdigkeiten am Markt
Der Markt ist der zentrale Platz von Eschweiler und seiner Stadtentwicklung. Ursprünglich wurde seine nördliche Hälfte als Friedhof genutzt, was 1797 durch ein Dekret Napoleon Bonapartes verboten wurde. 1821 wurde der Kirchhof abgetragen und somit der Markt vergrößert. Der kleine Platz zwischen Markt und Wollenweberstraße wurde 1615 ursprünglich als Weinhausplatz nach dem Weinhaus in der Wollenweberstraße 5 (Bergvogteihaus) bezeichnet.

### Hauptpfarrkirche St. Peter und Paul
Hauptartikel St. Peter und Paul (Eschweiler)
Von der ursprünglich im romanischen Stil erbauten Kirche steht nur noch der untere Turmbau aus dem 14. Jahrhundert. Der schlechte Bauzustand der alten, gotischen Hallenkirche nach dem Brand am 4. Oktober 1678 und die im 19. und 20. Jahrhundert rasch wachsende Gemeinde machten Erweiterungen in mehreren Bauabschnitten erforderlich. Brandbomben im Zweiten Weltkrieg am 26. Februar 1943 und der Angriff in der Nacht zum 31. August 1943 richteten große Schäden an. Eine neue Michael-Statue wurde 1985 aufgestellt und 1986 der zerstörte Turmhelm in alter Form wieder aufgebaut. Der Turmhelm ist ein wenig umstritten, da die turmhelmlose Kirche für viele ein Wahrzeichen Eschweilers und ein Symbol für Krieg ist. Sehenswürdigkeiten der Hauptpfarrkirche sind:
- Eine wiedergefundene Sonnenuhr von 1658 an der Südseite
- Hauptportal aus Kupfer
- Kalbslederpietà (70 kg) aus dem 14. Jahrhundert (Es wird erzählt, dass die drei Männer, welche die Pietà 1678 während des großen Stadtbrands retteten, beim Hinauslaufen aus der Kirche Feuer fingen.)
- 9 m hohes Christus-Bild mit zwei Engeln (sog. Sgraffito) im Altarraum
- Altartisch aus Bronze und Stein
- Tabernakel und Phönix aus Silber
- Taufstein aus dem 16. Jahrhundert

### Markt 14
Markt 14 ist ein Eckhaus gegenüber der Kirche St. Peter und Paul und eines der ältesten Gasthäuser von Eschweiler. Unter anderem Restaurant Wilhelm Stolte, später Restaurant Mathias Mertens (Volksmund: „Mertense Schnäuz“), dann „Gasthaus am Markt“ unter Henkelmann.

### Markt 16 und 18
Markt 16 ist seit 2005 das sog. „Kulturhaus“ des Veranstalters Max Krieger, vorher Hirsch-Apotheke. Haus Nr. 18 ist ein etwa 1770 errichtetes, 1950 bis 1960 umgebautes dreigeschossiges Traufenhaus mit Blausteingewänden. Es steht unter Denkmalschutz. Beide Häuser sind durch Putzfassadengestaltung zusammengefasst.

## Apotheken
Nach einem im Rheinland geltenden napoleonischen Gesetz hatte Eschweiler das Recht auf drei Apotheken. Diese drei ältesten Apotheken befinden sich in der Altstadt:
- Schombart-Apotheke bzw. Adler-Apotheke
- Hirsch-Apotheke
- Rosen-Apotheke

## Gassen
Die Gassen sind heute nach dort lebenden Familien benannt.

### Funkengasse
Der Name stammt wahrscheinlich von der Familie Funken, die dort lebte. Ende des 18. Jahrhunderts hieß sie Pattergasse, da sie zum Patterhof führte. Dann hieß sie bis zur heutigen Benennung im Jahre 1861 Kouragegasse aufgrund einer Legende. Am Morgen des 1. März 1793 wurde zeitgleich zur Schlacht bei Aldenhoven in dieser Gasse französische Soldaten von einem österreichischen Scharfschützen erschossen, heißt es da. Die Franzosen sollen daraufhin gesagt haben, dass nur jemand mit Courage sich noch in die Gasse wage.

### Kochsgasse
Ihr Name leitet sich von der einflussreichen Familie Koch ab. Ihr Wohnhaus an der Ecke Hehlrather Straße wurde in den 1970er Jahren abgerissen. Aus der kleinen Gasse ist heute ein Teil der Eschweiler Nord-Süd-Durchfahrt geworden.

### Peilsgasse
Der Name dieser zwischen der Altstadt und Klee Oepe liegenden Straße stammt von der Kaufmannsfamilie Peill, die hier wohnte und in Düren das Glasunternehmen Peill & Putzler gründete. Ursprünglich hieß sie Schrottgasse, später Kaldenbachsgasse nach der Familie Kaldenbach, welche hier über 150 Jahre wohnte. Durch massiven Abriss in den 1970er Jahren ist sie heute eine breite Straße.

### Schnellengasse
Die Schnellengasse, im Volksmund nur „die Gasse“ genannt, ist nach der im 17. Jahrhundert benutzten Schnelle oder nach einer Familie Schnell, die dort lebte, benannt. Sie hat eine lange Brauereien- und Wirtschaftentradition. Die älteste noch bestehende Wirtschaft ist das „Kleine Gürzenich“.

### Trillersgasse
Die einstige Gasse ist heute nur noch die Zufahrt zur Bedienstetentiefgarage des neuen Rathauses. Sie ist nach der Familie Trillen benannt, wahrscheinlich den letzten Torwächtern des östlichen Eschweiler Stadttors „Kölner Tor“, welches unmittelbar an der Gasse lag. Vor dem 19. Jahrhundert hieß die Gasse Schinnersgasse, was auf den Schindacker vor der Stadtmauer zurückzuführen ist.

## Wollenweberstraße
Um 1773 befanden sich hier Webereien für Leinen, Tuch und Samt mit insgesamt bis zu 170 Webstühlen. Am unteren Ende der Straße fließt die Inde, und dort wurde die Wolle gewaschen. Vor 1882 hieß die Straße Weberstraße bzw. Webergasse.

## Stadtmauer und Stadttore

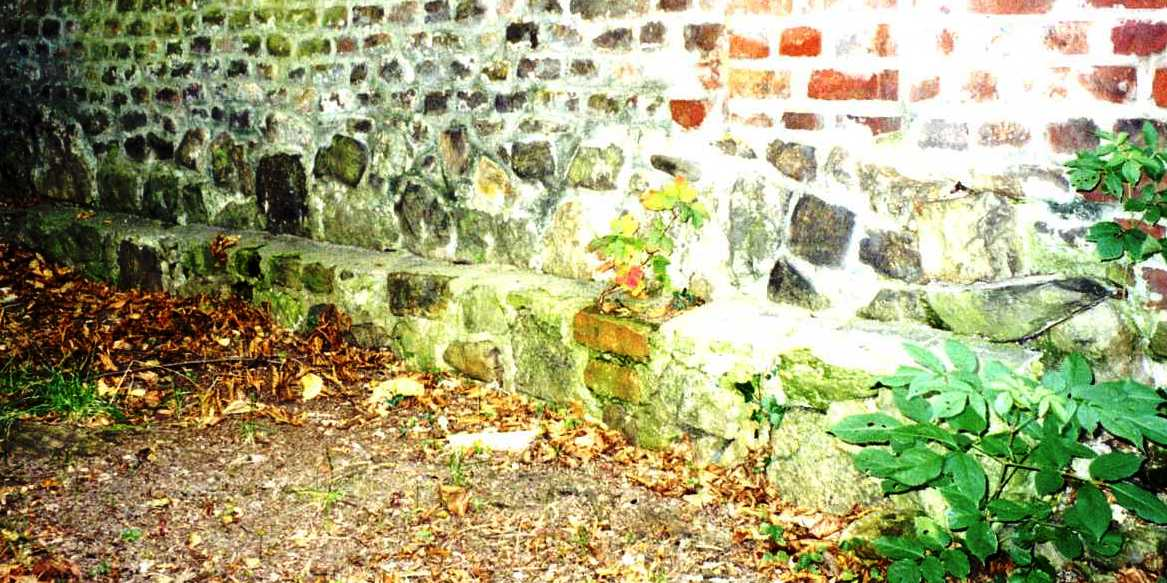
Reste der Stadtmauer

Die obere Grabenstraße wurde im 19. Jahrhundert auf dem ehemaligen, vor der Stadtmauer verlaufenden Spitzgraben gebaut. Die Eschweiler Altstadt war vom 14. bis 17. Jahrhundert mit einer Schutzmauer umgeben. Die beiden Stadttore auf der Dürener Straße hießen Aachener Tor im Westen, wo heute das „Hotel de Ville“ steht, und Kölner Tor im Osten, wo heute die Parkdeckauffahrt und die Hofanlage Dürener Straße 77 aus dem 17. Jahrhundert ist.
Der Verlauf ihres nördlichen Teils ist noch heute an einer die Kolpingstraße schneidenden Gasse zu erkennen. Ein kleiner Teil ist auf der Peter-Paul-Straße hinter dem Pfarramt erhalten geblieben.
Die Gasse an der Kolpingstraße markiert die Nordseite der ehemaligen Stadtmauer:

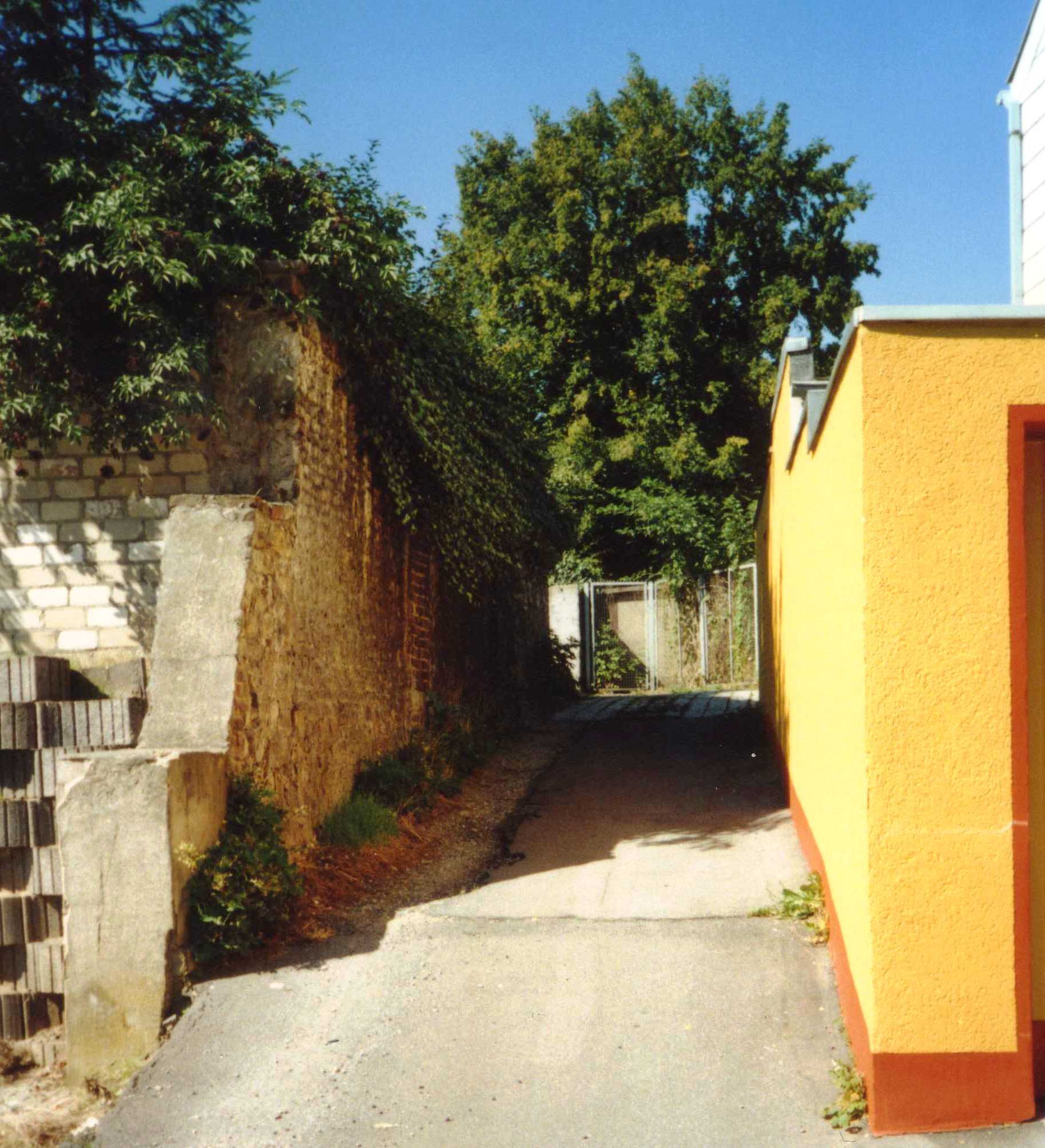
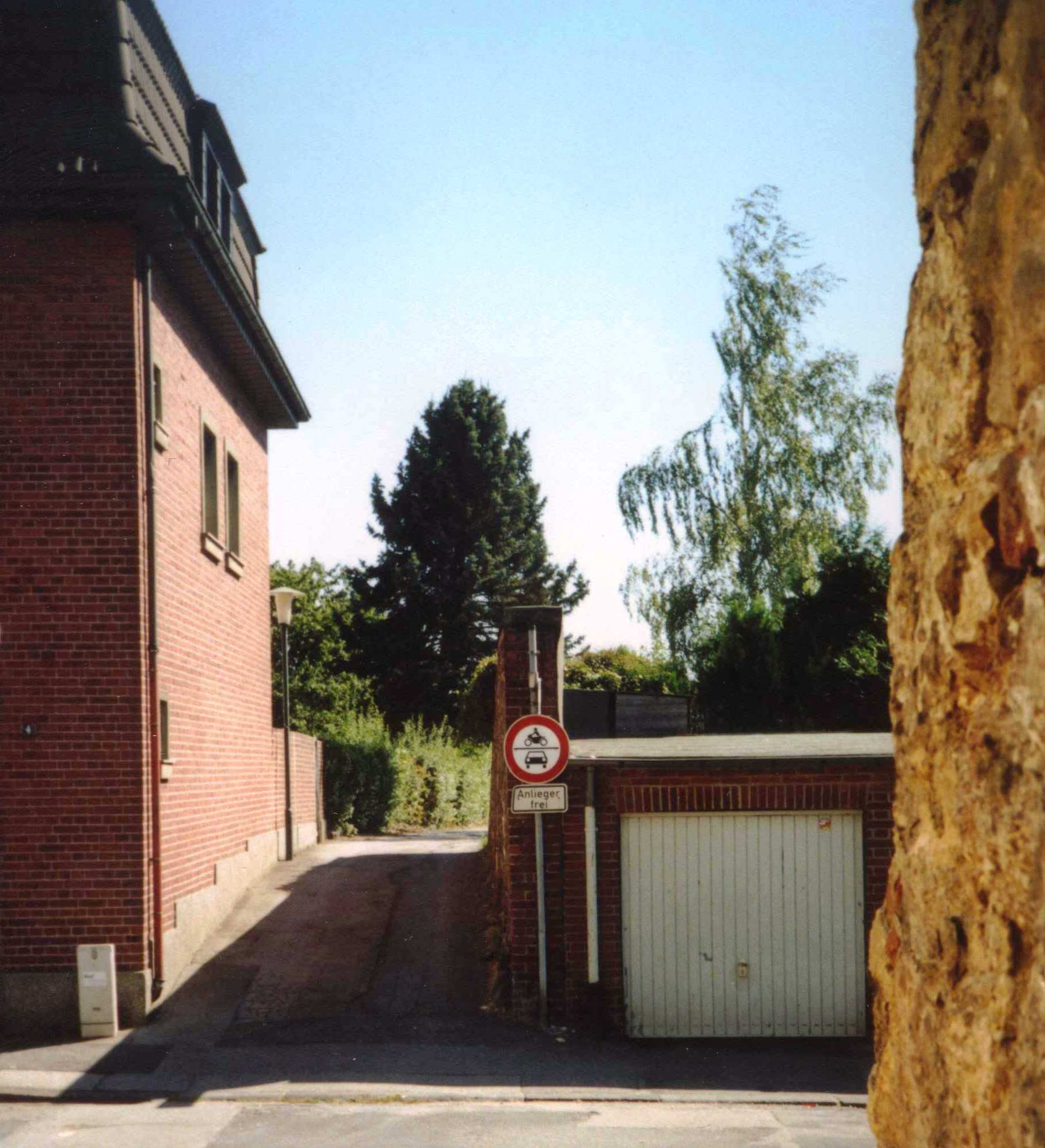
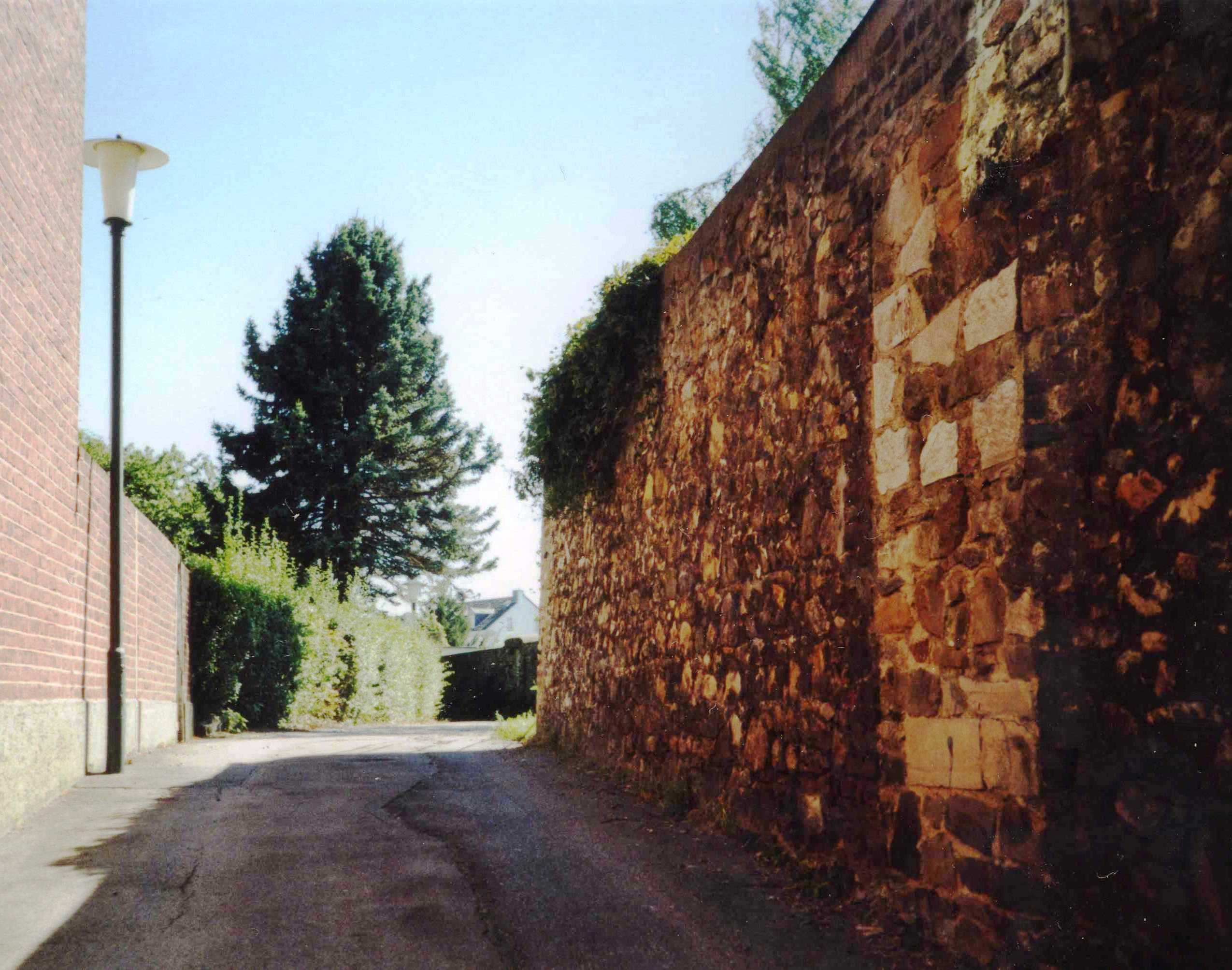

## Abriss des Südostteils
Die nördlich der Inde gelegene Eschweiler Altstadt wird während des Zweiten Weltkriegs im Gegensatz zur Eschweiler Industrie weitgehend von Kriegszerstörungen verschont. Die hier vorhandene Altbausubstanz und die Verkehrswege entsprechen jedoch nach Sichtweise der 1950er und 1960er Jahre nicht mehr den Anforderungen an modernes Innenstadtwohnen. Angestrebt wird ferner eine zu begradigende und hochwasserfreie Inde. Die B 264 verlief in Ost-West-Richtung über Dürener Straße, Hehlrather Straße, Lotzfeldchen, Aachener Straße und in West-Ost-Richtung über Aachener Straße, Mühlenstraße, Dechant-Deckers-Straße, Franzstraße, Kaiserstraße, Bergrather Straße, Schützenstraße, Drieschstraße. Juli 1962 schließt die Stadt Eschweiler eine Um- und Ausbauvereinbarung mit dem Landschaftsverband Rheinland ab. Der neue Straßenname Indestraße ersetzt Mühlenstraße, Knickertsberg, Judenstraße, Bachstraße und Schützenstraße aufgrund eines Stadtratsbeschlusses von Oktober 1972. Dezember 1963 liegt die baureife Planung vor, Juni 1965 folgt die Genehmigung. April 1964 wird der Eschweiler Bushof als erster im Landkreis Aachen feierlich seiner Bestimmung übergeben. April 1966 werden die Straßenbauarbeiten für den ersten Bauabschnitt aufgenommen, und am 29. September 1980 werden die Arbeiten, ohne dass es zu einem Unfall kam, beendet.

### City-Center und Neues Rathaus

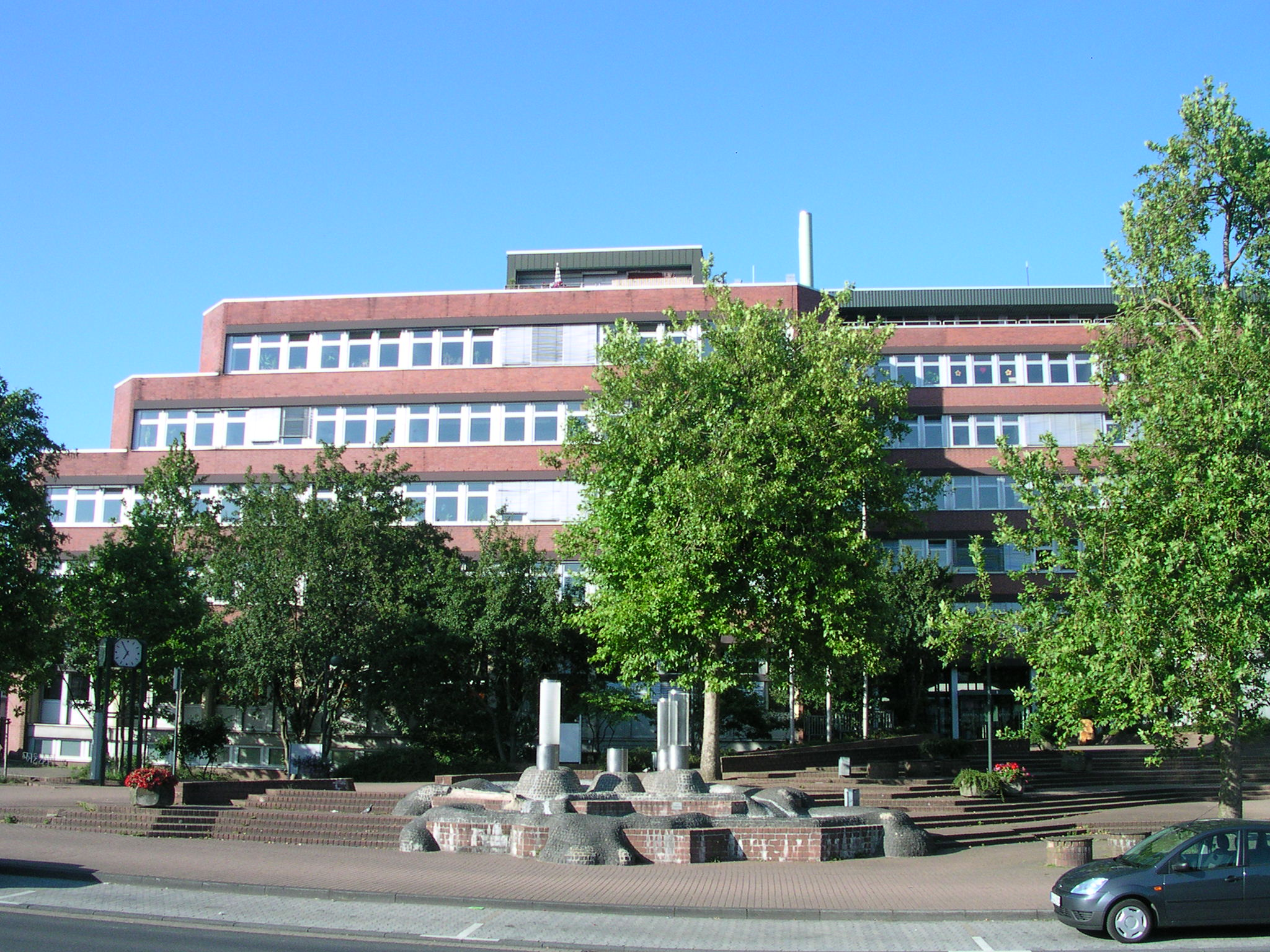
Neues Rathaus und Johannes-Rau-Platz

Am 3. Januar 1977 war Beginn des Rathausneubaus und am 30. August 1979 wurde die Einweihung, im Beisein des nordrhein-westfälischen Finanzministers Diether Posser, verbunden mit einem „Fest der Bürger“, gefeiert. Am 28. Oktober 1977 wurde das Einkaufszentrum CCE mit 32 Ladengeschäften, Kaufhaus Karstadt und angeschlossenem Parkhaus eröffnet.
Im Rahmen einer Umgestaltung des Rathausquartiers, wurde die Einkaufspassage „City-Center Eschweiler“ vollständig abgerissen. Die hierdurch entstandene Brachfläche wurde, aufgrund Unstimmigkeiten mit den Investoren, bisher noch keiner Nutzung zugeführt. Diese so entstandene Fläche umfasst einen fast rechteckigen Bereich zwischen der Dürener Straße, Wollenweberstraße, Peilsgasse und Trillersgasse, welche das Rathaus fast gänzlich umschließt.
Zu Umbaumaßnahmen kam es bereits in der Vorgeschichte: So wurde das „Bergvogteihaus“ bereits im September 1976 (vorher „Weinhaus“) abgerissen, um einen Zugang vom Markt zum City-Center zu schaffen. Zuvor war das Objekt in seiner Geschichte einmal Sitz des Heimatmuseum vom Zeitraum 17. Mai 1928 bis 14. Juni 1931, betreut vom damaligen „Geschichtsverein für Eschweiler und Umgegend“, ehe die Einrichtung ins Alte Rathaus verlegt wurde. 

## Verkehr
Südlich der Altstadt verläuft die B 264, welche bis 1977 in Ost-West-Richtung als Einbahnstraße quer durch die Altstadt auf der Dürener Straße verlief. Die nächsten Autobahnanschlüsse sind aus westlicher Richtung „Eschweiler“ und aus östlicher Richtung „Eschweiler-Ost“ auf der A 4.
Durch die Altstadt verläuft keine Buslinie. Die nächsten Haltestellen sind „Peter-Paul-Straße“, „Grabenstraße“ und „Rathaus/City-Center“.
Die nächsten Bahnstationen sind „Eschweiler Hbf“ und „Eschweiler Talbahnhof/Raiffeisenplatz“.